# Нобеловац (ТВ серија)
Нобеловац је српска ТВ серија из 2024. године творца и режисера Тихомира Станића.
Прва клапа пала је на локацији Андрићеве задужбине, у Музеју Иве Андрића, на Андрићевом венцу, 7. септембра док jе снимање трајало до децембра 2023. године. Поред Београда и околине, снимано је и у Херцег Новом, Сарајеву, Зрењанину и Вишеграду.
Регионална премијера прве две епизоде серије је одржана на 30. Сарајево филм фестивалу.
Од 5. октобра 2024. године премијерно jе емитована на РТС 1.

## Радња
Серија од осам епизода прати живот књижевника Иве Андрића током неколико месеци у јесен и зиму 1961. године, од тренутка када је сазнао да је добио Нобелову награду до повратка са церемоније доделе, преко Швајцарске, у Београд.
Свака од епизода има два  тока нарације: један, везан за 1961. годину, у ком пратимо Андрићеве припреме за одлазак у Стокхолм, и други, субјективни скоковит повратак у прошлост. Андрићев поглед на кључне тренутке сопственог живота, који су готово увек били и кључни тренуци земље у којој је живео и живи, сусрете и одлуке које је доносио пун је преиспитивања, сумњи и поновног вредновања.
Кроз осам епизода откривају се и прате најважније, познате и оне мање познате, стазе којима је Андрић ходао, лица која су га окруживала и предели у којима је пребивао током зиме 1961. и током свог живота.
Андрићев живот, као и литературу, обележили су тешко детињство у Босни под Аустро-Угарском окупацијом, познанство са Гаврилом Принципом и припадност Младој Босни, сусрет са Хитлером током каријере дипломате Краљевине Југославије, дружење са писцима свога времена, Густавом Крклецом, Ивом Војновићем, Црњанским, Бором Станковићем, Исидором Секулић, Марком Врањешевићем, Марком Ристићем, Радетом Драинцем, Бранком Ћопићем и многим другима, тајне љубави од којих је она са Милицом Бабић после много година постала јавна, послератно балансирање између грађанског Београда и новог, социјалистичког режима...

## Улоге
| Глумац                | Улога                                     |
| --------------------- | ----------------------------------------- |
| Тихомир Станић        | Иво Андрић                                |
| Игор Јуринић          | млади Иво Андрић                          |
| Селма Алиспахић       | Милица Бабић                              |
| Владан Гајовић        | Родољуб Чолаковић                         |
| Бранка Петрић         | Зорка Бабић                               |
| Бојан Жировић         | Брана Миленковић                          |
| Бранка Шелић          | Вера Стојић                               |
| Бојана Зечевић        | Каја Миленковић                           |
| Петар Новаковић       | Радован Зоговић                           |
| Светозар Цветковић    | Александар Вучо                           |
| Миливоје Обрадовић    | Милован Ђилас                             |
| Слободан Бештић       | Марко Ристић                              |
| Александра Плескоњић  | Исидора Секулић                           |
| Вахид Џанковић        | Ели Финци                                 |
| Небојша Миловановић   | Коча Поповић                              |
| Дамир Лончар          | Мирослав Крлежа старији                   |
| Кристијан Петелин     | Мирослав Крлежа млађи                     |
| Дејан Аћимовић        | Светислав Стефановић                      |
| Борис Шавија          | Иван Јелушић                              |
| Тина Скварца          | Лиза Јелушић                              |
| Лаза Марјановић       | момак Марјан Јелушић                      |
| Миљан Прљета          | Добрица Ћосић                             |
| Џек Димић             | Ненад Јовановић                           |
| Добрила Ћирковић      | мајка Бране Миленковића                   |
| Анита Шмидт           | Маргита                                   |
| Игор Самобор          | Јосип Броз Тито                           |
| Марко Баћовић         | Бранко Лазаревић                          |
| Стефан Бундало        | Бранко Ћопић                              |
| Кристина Стевовић     | Вера Зоговић                              |
| Ивана Жигон           | Лула Вучо                                 |
| Срђан Секулић         | Марко Врањешевић                          |
| Стеван Шербеџија      | Биљан Демезан                             |
| Мирослав Фабри        | Боривоје Јевтић                           |
| Родољуб Миловић       | агент Феђа 1961.                          |
| Јован Ристић          | агент Неђа 1961.                          |
| Радомир Николић       | човек са ретким брковима/полицијски агент |
| Јово Максић           | Сава Поповић Глиста                       |
| Весна Пећанац         | жена са марамом                           |
| Марко Мандић          | Адолф Хитлер                              |
| Ђорђе Марковић        | Јово Капичић                              |
| Адмир Гламочак        | Ибро                                      |
| Радоје Чупић          | монах Макарије                            |
| Аљоша Вучковић        | затвореник учитељ                         |
| Филип Гајић           | Бора Станковић                            |
| Милош Влалукин        | Раде Драинац                              |
| Марко Касало          | Љубо Визнер                               |
| Арсеније Арсић        | Милош Црњански                            |
| Милан Никитовић       | Стеван Крагујевић                         |
| Иван Скејић           | Владимир Церина                           |
| Софија Станић         | Евгенија Гојмерац                         |
| Уна Лучић             | Маја Низетић                              |
| Марко Савковић        | Чедомир Миндеровић                        |
| Алзан Пелешић         | фратар Мијо                               |
| Светозар Бабић        | фратар Растислав                          |
| Јован Торачки         | фра Петар                                 |
| Миодраг Стојановић    | новинар у Штокхолму                       |
| Сузана Кревх          | Хелена Изиковски                          |
| Ђорђе Ђоковић         | агент Ђорђе Ђорђевић                      |
| Дејан Карлечик        | Алојзије Перчинлић                        |
| Марко Касало          | Љубо Визнер                               |
| Ђорђе Кукуљица        | Рене Балдинг                              |
| Горан Јокић           | Љубомир Поповић                           |
| Бранислав Зеремски    | Младен Лесковац                           |
| Дејан Стојаковић      | поштар Сима                               |
| Бојан Кривокапић      | агент специјалне полиције                 |
| Џенана Џанић          | девојка у Сарајеву                        |
| Лука Антонијевић      | Драган Орловић                            |
| Миливој Беадер        | Иво Војновић                              |
| Павле Пекић           | Светислав Стефановић                      |
| Стефан Радоњић        | новинар Васковић                          |
| Ненад Ћирић           | Горг Свенсон                              |
| Михаило Лаптошевић    | новинар на конференцији                   |
| Бранислав Чубрило     | Војислав Кецмановић                       |
| Небојша Кундачина     | Александар Белић                          |
| Слађана Зрнић         | Гун Бергман                               |
| Дражен Павловић       | Ханс Хелм                                 |
| Милутин Јевђенијевић  | старац                                    |
| Милена Станић         | девојка из комбија                        |
| Фабијан Комљеновић    | Војмир Дурбешић                           |
| Михаило Перишић       | затвореник адвокат                        |
| Данило Бабовић        | Јерко Чулић                               |
| Сандра Родић Јанковић | мајка Марка Врањешевића                   |
| Димче Стојановски     | камерман                                  |
| Рајко Вуковић         | новинар Ларсон на конференцији            |
| Лука Шевић            | Тигар                                     |
| Милош Лолић           | Јован Ћирилов                             |
| Марко Савковић        | Чедомир Миндеровић                        |
| Бранислав Јевтић      | Слободан                                  |
| Драган Прокић         | службеник Мајсторовић                     |
| Сања Матејић          | Андрићева мајка Катарина                  |
| Џејмс Овен            | Роберт Ситон Вотсон                       |
| Андрија Бакић         | војник у Ђиласовој вили                   |
| Александар Тадић      | продавац у књижари                        |
| Марко Мисирача        | портир у сарајевском хотелу               |
| Андреј Пиповић        | затвореник новинар                        |
| Стефан Радосављевић   | затворски чувар                           |
| Урош Најкић           | Роћков возач                              |
| Александар Манић      | човек из подрума                          |
| Данило Бабовић        | Јерко Чулић                               |
| Рајко Вуковић         | новинар на конференцији 2                 |
| Воја Раонић           | човек у сивом капуту                      |
| Војислав Тинтор       | кочијаш                                   |
| Александра Обрадовић  | милосрдна сестра                          |
| Зоран Максић          | штампар Катанић                           |
| Чедомир Штајн         | Миодраг Марковић                          |
| Првослав Јовановић    | радник                                    |
| Золтан Молнар         | Павле Замбоки                             |
| Иван Барановић        | Владо Матошић                             |
| Лука Антонијевић      | Драган Орловић                            |
| Никола Милојевић      | директор позоришта у Кракову              |
| Валентина Попржан     | Валентина                                 |
| Игор Радовановић      | Војо Пекић                                |
| Милорад Лазовић       | гласник                                   |
| Жанета Ђукић Перишић  | матичарка                                 |
| Лена Рогановић        | средњошколка                              |
| Вук Марић             | младић Марјан                             |
| Александар Новаковић  | курир из Министарства просвете            |
| Страхиња Марсенић     | војник НОВЈ                               |
| Саша Божић            | Сале Божић                                |
| Милица Костић         | глумица у позоришту у Кракову             |
| Милан Бобић           | човек за округлим столом                  |
| Нухи Термет           | службеник у Танјугу                       |
| Страхиња Мићовић      | глумац у позоришту у Кракову              |
| Лука Ковачевић        | млади Марко Ристић                        |
| Милојко Зејаковић     | конобар у возу у Швајцарској              |
| Драган Живковић       | сељак                                     |
| Радојко Шпица         | конобар удбаш                             |
| Виктор Ђурић          | дечак Марјан                              |
| Јована Дамјановић     | девојка 1                                 |
| Исидора Павловић      | девојка 2                                 |
| Исидора Зечевић       | девојка 3                                 |
| Наталија Спасова      | девојка 4                                 |
| Тијана Славковић      | девојка 5                                 |
| Богдан Вујић          | дечак на Калемегдану 1                    |
| Огњен Стојановић      | дечак на Калемегдану 2                    |
| Жикица Милошевић      | колпортер                                 |
| Слобо Крстески        | човек са двогледом                        |
| Миодраг Матић         | дечак колпортер у Кракову                 |
| Миодраг Стојановић    | новинар у Штокхолму                       |
| Марија Ристић         | стјуардеса                                |
| Невена Илић           | радница у амбасади                        |
| Александар Ђорђевић   | стражар                                   |
| Лука Крсмановић       | мали Иво Андрић                           |
| Жарко Обрачевић       | спикер Радио Београда                     |

## Епизоде
| Бр. еп. (укупно) | Бр. еп. (у сезони) | Наслов    | Редитељ                         | Сценариста                                                               | Премијера         |
| --- | ------------------ | --------- | ------------------------------- | ------------------------------------------------------------------------ | ----------------- |
| 1 | 1                  | Награда   | Тихомир Станић и Бориша Симовић | Иван Велисављевић, Јелена Мијовић, Александар Новаковић и Тихомир Станић | 5. октобар 2024.  |
| 26. октобра 1961. стиже вест да је Андрић добио Нобелову награду за књижевност. Док прима телеграме и честитке, Андрић се присећа прошлости, враћа се у време савезничког бомбардовања и борби за ослобођење Београда 1944. године када је живео у Призренској улици, код свог пријатеља и адвоката Бране Миленковића и његове сестре Каје. Тај период су обележили плодно стваралаштво и његова тајна љубав са Милицом Бабић. У атмосфери неизвесности првих дана ослобођења Београда и почетка стварања социјалистичке Југославије, Андрић пролази кроз етичке дилеме и оптужбе грађанског Београда да је издао пријатеље и савест. Андрић тада, када су његове карактеристике под лупом новог режима, сусреће Ђиласа, Зоговића и друге писце у партизанским униформама. |                    |           |                                 |                                                                          |                   |
| 2 | 2                  | Савез     | Тихомир Станић и Бориша Симовић | Иван Велисављевић, Јелена Мијовић, Александар Новаковић и Тихомир Станић | 6. октобар 2024.  |
| Нобелова награда скренула је пажњу не само на дела Иве Андрића већ и на његову биографију. Углед добитника највеће награде на свету представља и углед земље из које долази. Државне службе, задужене да тај углед осигурају, прегледају снимак са војне параде у Берлину 1940, где се Андрић, тада дипломата Краљевине Југославије, види у непосредној близини Хитлера. У кући писца телефон не престаје да звони и Андрић осећа да је сав његов досадашњи живот изложен погледима и коментарима јавности. Враћа се у послератне године, на оснивачку скупштину Удружења књижевника, београдски сусрет са Крлежом, разговоре са Исидором Секулић. 1945. Ненад Јовановић, муж Милице Бабић, враћа се из логора Дахау, а Андрић одлази у Бугарску на Сусрете балканских писаца. |                    |           |                                 |                                                                          |                   |
| 3 | 3                  | Телеграм  | Тихомир Станић и Бориша Симовић | Иван Велисављевић, Јелена Мијовић, Александар Новаковић и Тихомир Станић | 12. октобар 2024. |
| Државни врх Југославије доживљава Нобелову награду као признање земљи за неблоковску и несврстану политику коју води. Добрица Ћосић пожурује Тита да пошаље Андрићу телеграм којим ће му честитати. На конференцији за штампу Андрић одговара на новинарска питања о Босни и детињству чиме призива сећање на боравак у Сарајеву 1945, одлазак на мајчин гроб, скупштину ЗАВНОБИХ-а и сусрете са Елијем Финцијем и школским другом Бором Јевтићем. Из Сарајева одлази у манастир Гучу Гору где је провео један период своје младости. Повратак у 1961. Андрићу доноси Титов телеграм и притисак да на њега одмах одговори, као и један чудан сан који га води до сазнања да је вероватно једини човек на свету који је лично познавао и Хитлера и Гаврила Принципа. |                    |           |                                 |                                                                          |                   |
| 4 | 4                  | Свечаност | Тихомир Станић и Бориша Симовић | Иван Велисављевић, Јелена Мијовић, Александар Новаковић и Тихомир Станић | 13. октобар 2024. |
| Припреме за Стокхолм увелико трају. Са Вером Стојић, својом вишедеценијском сарадницом, секретарицом и особом од поверења, Андрић пролази распоред обавеза у Шведској кроз који се открива њихов компликовани однос. Док се на телевизији емитује драма Свечаност рађена по његовој приповеци, Андрић одлази у шетњу до Призренске у посету Каји и Брани које није видео од када се одселио из њиховог стана. Осећа се као талац сопствене прошлости која га у овој епизоди одвлачи у 1946, на приступну беседу у САНУ и сусрете са Милицом, затим у 1948, годину Информбироа која га је затекла на позицији председника Савеза књижевника Југославије, Савеза чији су многи чланови били избачени због резолуције, а неки послати на Голи Оток. |                    |           |                                 |                                                                          |                   |
| 5 | 5                  | Oрден     | Тихомир Станић и Бориша Симовић | Иван Велисављевић, Јелена Мијовић, Александар Новаковић и Тихомир Станић | 19. октобар 2024. |
| Држава и даље ради на угледу Нобеловца и помно чешља његову прошлост. Андрић креће на Фрушку Гору у викендицу пријатеља Младена Лесковца. У возу му човек који се представља да је новинар предаје кутију у којој је некада био орден који је оставио Брани Миленковићу на чување. На Фрушкој Гори са Лесковцем обилази цркве и манастире. Линија сећања протеже се на 1951, изложбу поводом 10 година од почетка рата на којој се нашла фотографија са потписивања Тројног пакта, вече у Клубу књижевника са Бранком Ћопићем који је пао у немилост власти због Јеретичке приче, утиске Исидоре Секулић о још необјављеној Проклетој авлији. Потом, на 1957, годину када је умро Милицин муж Ненад Јовановић и годину касније, када се Иво Андрић и Милица Бабић напокон венчавају. |                    |           |                                 |                                                                          |                   |
| 6 | 6                  | Говор     | Тихомир Станић и Бориша Симовић | Иван Велисављевић, Јелена Мијовић, Александар Новаковић и Тихомир Станић | 20. октобар 2024. |
| У Београду 1961. влада епидемија жутице. Андрић са Кочом Поповићем, Вучом и Чолаковићем пролази протокол путовања и добија инструкције поводом могућих питања о дисиденту Миловану Ђиласу чија књига "Разговори о Стаљину" треба да изађе у Њујорку. Андрић са Вером Стојић ради на говору за доделу награде. Стиже разгледница од Хелене Ижиковске из Пољске која га враћа у прошлост, 1914. годину када је као млад студент живео код њене породице у Кракову. Сазнавши за убиство Франца Фердинанда у Сарајеву, Андрић напушта Хелену и Краков и путује у домовину, прво у Загреб, затим у Сплит, где се среће са својим пријатељима, борцима против аустроугарске окупације и са својом младалачком љубављу Евгенијом Гојмерац. Андрића, као припадника Младе Босне, окупационе власти хапсе и одводе у сплитску тамницу. |                    |           |                                 |                                                                          |                   |
| 7 | 7                  | Пут       | Тихомир Станић и Бориша Симовић | Иван Велисављевић, Јелена Мијовић, Александар Новаковић и Тихомир Станић | 26. октобар 2024. |
| Јован Ћирилов, драматург Југословенског драмског позоришта чији је председник управног одбора Андрић био, тражи дозволу за драматизацију Проклете авлије. Андрић се сећа 1914. и својих тамничарских дана и времена када је, пуштен из затвора, конфинацију провео код мајке у Овчареву и манастиру Гуча Гора дружећи се са фратрима. Сећање га води до Вишеграда 1917, на ћуприју на Дрини где среће свог учитеља Љубомира, и до болнице Милосрдних сестара где лежи заједно са Ивом Војновићем са којим планира неко будуће југословенско позориште. 1919. и 1920. се у Београду у хотелу Москва на књижевним вечерима дружи са Црњанским и Бором Станковићем. У 61. чека га писање тестамента и одлазак у Шведску на доделу Нобелове награде. |                    |           |                                 |                                                                          |                   |
| 8 | 8                  | Апел      | Тихомир Станић и Бориша Симовић | Иван Велисављевић, Јелена Мијовић, Александар Новаковић и Тихомир Станић | 27. октобар 2024. |
| У Београду у Биоскопу "Цензура" функционери гледају Андрића на додели Нобелове награде. Андрић се из Стокхолма враћа са Милицом преко Швајцарске, земље у коју је почетком рата одбио да се склони и одлучио да рат проведе са својим народом. Сећање га води у 1941. када са Милицом и Ненадом Јовановићем стиже у окупирани Београд и смешта се у стан породице Миленковић. Следе испитивања у Специјалној полицији и притисак да потпише квислиншки Апел српском народу. Андрић одбија да потпише Апел и покушава да се дистанцира од окупационе власти. Суочен је са свакодневним ужасима: вешањима на Теразијама, терором Немаца и недићеваца, возовима пуним грчких Јевреја. Андрић се повлачи у писање, али притисак полиције је велики, поново га испитују у вези са његовом масонском прошлошћу. Са Марком Ристићем 1942. одлази на Озрен, у посету песнику Радету Драинцу који је у санаторијуму. 1943. Ненада Јовановића хапсе и одводе у логор. Андрић завршава На Дрини Ћуприју. 1944. савезничко бомбардовање Београда и још један сусрет са Милицом... |                    |           |                                 |                                                                          |                   |